# Vesseltracker
Die Vesseltracker.com GmbH ist ein Unternehmen, das Schiffspositionen und andere Informationen über Schiffe vermarktet, ist also ein Online Schiffs-Monitoring und Reporting-Service, wofür es mittels Automatischem Identifikationssystem (AIS) Schiffspositionsdaten empfängt und aufbereitet.

## Geschichte
Die vesseltracker.com GmbH wurde 2006 in Hamburg gegründet. Seit 2013 gehört die Gesellschaft über die Firma Genscape zu der Daily Mail and General Trust Gruppe. Vesseltracker gehört neben MarineTraffic zu den bekanntesten Anbietern von AIS-Diensten.

## Infrastruktur
Das Unternehmen unterhält in mehr als 2000 Häfen ein Antennennetzwerk, welches mittels AIS Schiffspositionsdaten empfängt. Die Kombination terrestrischer und Satelliten-AIS-Daten mit Schiffs-Stammdaten verschafft einen Überblick über globale Schiffsbewegungen. Die Nutzer können von vesseltracker.com Echtzeitdaten über Schiffspositionen und Schiffsbewegungen, deren Geschichte, Eigentums- und Managementverhältnisse und Kontakte erhalten. Dabei können mehr als 100.000 Schiffe verfolgt werden.

## Angebote
Das Unternehmen bietet an:
- Küstenbezogenes AIS Tracking: Über 2000 Antennenstationen übermitteln die AIS Schiffsbewegungen aus allen größeren Häfen
- Satelliten-basiertes AIS Tracking: Satelliten des Partners exactEarth ermöglichen das Tracking der Schiffe auch auf hoher See
- Schiffsstatus-Alerting (z. B. Ein- und Auslaufen in Häfen) über Telefon, SMS und E-Mail
- Zugriff auf Schiffsstammdaten und -spezifikationen, Eigentums- und Managementdaten mit Kontaktinformationen
- Zugang über Mobilgeräte – einschließlich iPhone, iPad, Android und Blackberry
- Strukturierte Listen mit Schiffen, um besonders einfach auf spezifische Informationen zugreifen zu können
- Entfernungsberechnung – von der Schiffsposition zum Hafen, vom Hafen zum Schiff und von Hafen zu Hafen
- Historische Daten – einschließlich der Information, welche Häfen und sogar welche Liegeplätze ihre Schiffe angelaufen haben
- Echtzeitdatenbezug – ermöglicht die Nutzung von spezifizierten Daten für In-house-Anwendungen
- Schiffsfotos – Mehr als 645.000 Ansichten zur Information und Analyse

Kunden für die kostenpflichtigen Dienste von vesseltracker.com sind z. B. Reedereien, Terminals, Behörden, Lotsen, Schlepper und andere Hafendienstleister; das Unternehmen stellt auch einen eingeschränkten kostenlosen Zugang für jedermann bereit.